# Moviment per a l'Autodeterminació de l'Illa de Bioko
El Moviment per a l'Autodeterminació de l'Illa de Bioko (MAIB) és una organització política equatoguineana clandestina fundada en 1993 que té com a finalitat el reconeixement de l'autonomia del poble bubi al seu territori tradicional de l'illa de Bioko, si bé el partit polític bubi tradicional és la Unió Bubi. Les autoritats de Guinea Equatorial prohibeixen qualsevol activitat d'aquest moviment. Els seus principals representants són Weja Chicampo i Justo Bolekia Boleká.

## Història

### Antecedents
El seu origen està en la Unió Bubi, que en els temps de la colonització espanyola pretenia una administració per a l'illa de Bioko diferent de la de Mbini, on predominaven els fang. Com a dates precursores d'aquest moviment calen destacar les reunions del 27 d'agost de 1964 a Baney i la del 18 d'agost de 1966 en Rebola, en les quals es plantegen les posicions nacionalistes per part de Edmundo Bossio Dioko, Aurelio Nicolás Itoha i Luis Maho Sicahá.
Després de la independència de Guinea Equatorial, sota la dictadura de Francisco Macías Nguema (1968-1979), gairebé tots els polítics i activistes bubis van ser assassinats o van marxar a l'exili i qualsevol aspiració d'autonomia va ser eliminada. Teodoro Obiang Nguema Mbasogo (1979 -), un fang de la mateixa família que Macías, al que va enderrocar, però sense instaurar un règim democràtic, va continuar la repressió de moviments considerats separatistes.

### Fundació
El MAIB va fer la seva aparició pública en 1993 i té el suport dels líders tradicionals bubis i part de la població bubi de Bioko i de l'exili, localitzada sobretot a Espanya.
La violenta reacció del govern després dels fets del 21 de gener de 1998, en els quals els bubis de Bioko van buscar una forma d'autonomia del centralisme d'Obiang, va destruir qualsevol esperança i voluntat, sent els implicats torturats i assassinats a Black Beach i al campament de Rabat, a Malabo. Un conte precís de com es van desenvolupar els fets es troba en la novel·la "OKIRI" per Franco Lelli, testimoni dels maltractaments a Malabo.
L'agost de 1998 va participar en l'anomenat "Pacte Democràtic General per a la Reconciliació Nacional, Governabilitat i Estabilitat Política de Guinea Equatorial", al costat de la Convergència per a la Democràcia Social (CPDS), Acció Popular de Guinea Equatorial (APGE) i el Partit de la Coalició Democràtica de Guinea Equatorial (PCD).
El gener de 2005, va participar en la creació de la coalició Demòcrates pel Canvi per a Guinea Equatorial.